# Vous (Sérifos)
Vous, en grec moderne : Βους, est une île inhabitée au large de l'île de Sérifos, dans les Cyclades en Grèce.